# 乗算作用素
数学の作用素論において、あるベクトル函数空間上で定義される線型作用素 T が乗算作用素（じょうざんさようそ、英: multiplication operator）であるとは、函数 φ におけるその作用素の値がある固定された別の函数 f との積で与えられることを言う。すなわち
{\displaystyle T(\varphi )(x)=f(x)\varphi (x)\quad }
がその函数空間内の任意の φ と、その φ の定義域内の任意の x について成立する（φ の定義域は f の定義域と一致する）。
このタイプの作用素はしばしば合成作用素と比較される。乗算作用素は、対角行列によって与えられる作用素の概念を一般化するものである。より正確に、作用素論における主要な結果の一つであるスペクトル定理では、ヒルベルト空間上のすべての自己共役作用素は、L2 空間上の乗算作用素とユニタリ同値であることが示されている。

## 例
区間 [−1, 3] 上の複素数値自乗可積分函数からなるヒルベルト空間 X=L2[−1, 3] を考える。次の作用素を定義する。
{\displaystyle T(\varphi )(x)=x^{2}\varphi (x)\quad }
ここで φ は X 内の任意の函数である。これは自己共役な有界線型作用素で、その作用素ノルムは 9 である。そのスペクトルは区間 [0, 9] となる（これは [−1, 3] 上で定義される函数 x→ x2 の値域に等しい）。実際、任意の複素数 λ に対して、作用素 T-λ は 
{\displaystyle (T-\lambda )(\varphi )(x)=(x^{2}-\lambda )\varphi (x)\quad }
で与えられ、これが可逆であるための必要十分条件は λ が [0, 9] 内に含まれることである。そしてそのような逆写像は
{\displaystyle (T-\lambda )^{-1}(\varphi )(x)={\frac {1}{x^{2}-\lambda }}\varphi (x)\quad }
で与えられ、これもまた別の乗算作用素となる。
以上の議論は、任意の Lp 空間上の乗算作用素のノルムとスペクトルを特徴付ける上で容易に一般化することが出来る。